# Sant Cebrià de Mollet
Sant Cebrià de Mollet és una església del municipi de Mollet de Peralada (Alt Empordà) protegida com a Bé Cultural d'Interès Local.

## Descripció
Església situada a la zona alta del poble, al costat de l'ajuntament. Església d'una nau amb absis semicircular recoberta interior i exteriorment per una capa de morter de calç, la qual deixa al descobert molt pocs elements de l'obra romànica. És visible només la part exterior de l'absis, que queda dins un pati particular. Al centre de l'absis hi ha una finestra de doble esqueixada i arcs de punt rodó. La volta de la nau és apuntada i seguida. La volta de l'absis és ametllada i posseeix cornisa encorbada. La nau va ser sobrepujada per una obra de fortificació convertida més tard en terrabastall on hi ha petites sageteres. Al costat de tramuntana del temple s'alça la torre campanar, que té un cos inferior de planta quadrada i al damunt s'hi alçà un cos octogonal amb arcades lleugerament apuntades.

## Història
L'església parroquial de Sant Cebrià de Mollet fou una antiga possessió del monestir de Vilabertran des del 1093. És una construcció del segle xii.
En època tardana es reformà la façana, s'afegiren capelles laterals i es construí o es reformà l'alt campanar. La nau fou sobrepujada per murs de fortificació; posteriorment convertits en terrabastall, en els quals veiem petites safeteres.